# Jean-Pierre Rives
Jean-Pierre Rives (* 31. Dezember 1952 in Toulouse) ist ein ehemaliger französischer Rugby-Union-Spieler. Er spielte auf der Position des Flügelstürmers für die Vereine Stade Toulousain und Racing Club de France. Mit der französischen Nationalmannschaft stand er in 59 Spielen im Einsatz, davon 34 Mal als Kapitän. Seit seinem Rücktritt ist Rives ein international bekannter Bildhauer.

## Sport
Bis 1972 spielte Rives für den Verein Toulouse Olympique Employés Club (TOEC), mit dem er französischer Jugendmeister wurde, anschließend für Stade Beaumontois in Beaumont-de-Lomagne. Die größten Erfolge auf Vereinsebene hatte er von 1974 bis 1981 mit Stade Toulousain. In der Saison 1977/78 erreichte er das Halbfinale der teilweise im Pokalformat ausgetragenen Meisterschaft, in der Saison 1978/79 das Viertelfinale. Seine einzige Chance, Meister zu werden, bot sich am Ende der Saison 1979/80. Doch Stade Toulousain unterlag im Finale der AS Béziers.
1977 und 1978 erhielt Rives die Einladung, für die englischen Barbarians zu spielen, was für Rugby-Union-Spieler als große Ehre gilt. 1981 wechselte er von Stade Toulousain nach Paris zum Racing Club de France. Dies war ein für die damalige Zeit unüblicher Schritt, denn aufgrund der strengen Amateurbestimmungen wurden Spieler bei Transfers für die Dauer einer Saison von der französischen Meisterschaft ausgeschlossen. 1984 bestritt er sein letztes Länderspiel, zwei Jahre später erklärte er seinen Rücktritt vom Spitzensport.
Sein Debüt für die Nationalmannschaft gab Rives im Jahr 1975. Für diese bestritt er insgesamt 59 Spiele, davon 34 als Kapitän (was damals Rekord bedeutete). 1977 und 1981 führte er die Franzosen zum Sieg beim traditionsreichen Five-Nations-Turnier, beide Male mit einem Grand Slam, also mit Siegen gegen alle anderen Mannschaften. Mit der Nationalmannschaft nahm er an Tourneen nach Argentinien (1975 und 1977), in die USA (1976), nach Neuseeland (1979), Südafrika (1980) und Australien (1981) teil. Am 14. Juli 1979 war er in Auckland am ersten Auswärtssieg der Franzosen gegen die neuseeländischen All Blacks beteiligt.
Rives wurde 1977, 1979 und 1981 als bester Spieler Frankreichs ausgezeichnet. 1997 folgte die Aufnahme in die International Rugby Hall of Fame (als erster Franzose, zusammen mit Serge Blanco). Er war Vizepräsident des erfolgreichen französischen Kandidaturkomitees für die Ausrichtung der Rugby-Union-Weltmeisterschaft 2007.

## Kunst
Zu Beginn der 1980er Jahre entdeckte Rives im Haus eines Freundes eine Skulptur von Albert Féraud. Nach einer Begegnung mit dem Künstler in dessen Atelier beschloss er, selbst Bildhauer zu werden. In den darauf folgenden Jahren wurde er mit monumentalen Eisenskulpturen in der internationalen Kunstszene bekannt. Seine erste Ausstellung hatte er 1990 in Le Touquet. Es folgten zahlreiche Galerie- und Freiluftausstellungen im In- und Ausland, unter anderem in Los Angeles (1996), New York (1997) und Sydney (2006). 2003 war er der erste Bildhauer nach Auguste Rodin, der seine Werke im Jardin du Luxembourg ausstellen durfte. Rives gestaltete die Giuseppe-Garibaldi-Trophäe, die seit 2007 der Siegermannschaft des Spiels Frankreich–Italien beim Six-Nations-Turnier überreicht wird. Neben seiner künstlerischen Tätigkeit ist er Besitzer von Restaurants in Paris und Toulouse.
Rives war auch Darsteller in mehreren Filmen. 1987 spielte er im Kinofilm Qui sont mes juges? an der Seite von Claude Jade einen Lastwagenfahrer auf der Suche nach seiner entführten Familie. 1990 hatte er in Connemara eine kleine Nebenrolle. Schließlich war er 2001 im Film Vercingétorix – Kampf gegen Rom (mit Christopher Lambert in der Hauptrolle) als Anführer der Teutonen zu sehen.